# Stand Inside Your Love
Stand Inside Your Love è il secondo singolo tratto dall'album Machina/The Machines of God pubblicato nel 2000, del gruppo di rock alternativo The Smashing Pumpkins.

## Il brano
Il brano è stato scritto da Billy Corgan. Il singolo contiene anche il brano Speed Kills come b-side. Era stato inizialmente concepito per essere simile allo stile new wave del precedente successo 1979, ma Billy preferì optare per quello che considerava il tipico suono Pumpkins. Egli ha anche dichiarato che questa è l'unica vera canzone d'amore che abbia mai scritto. La copertina del singolo, come quella dell'album, è stata disegnata dall'artista Vasily Kafanov  e ritrae la figura alchemica dell'androgino.
Si è classificato al 2º posto nella classifica Modern Rock Tracks e all'11º posto nella U.S. Rock Songs negli Stati Uniti, e al 23º posto nella classifica Official Singles Chart nel Regno Unito. Rimane tuttora il loro ultimo successo internazionale.

## Video
Il video musicale di Stand Inside Your Love è un tributo alla commedia Salomè di Oscar Wilde. Billy Corgan ha creato il particolare stile del video insieme al regista inglese W.I.Z., sotto l'influenza dell'illustratore originale dell'opera Aubrey Beardsley. Si apre con l'epigramma di Oscar Wilde "Il mistero dell'amore è più grande del mistero della morte". Protagonista del video insieme a Corgan stesso è Yelena Yemchuk, fotografa e regista ucraina allora sua ragazza. Anche in questo video, come in quello di The Everlasting Gaze, appare il nuovo membro della band Melissa Auf Der Maur.
Ha anche vinto il Most Visionary Video award al Vh1 Fashion Awards del 2000.

## Tracce
CD singolo UK e EU
1. Stand Inside Your Love – 4:13
2. Speed Kills – 5:21

## Classifiche
| Classifica (2000)              | Posizione massima |
| ------------------------------ | ----------------- |
| Regno Unito                    | 23                |
| Stati Uniti (Billboard Modern) | 2                 |
| Stati Uniti (Rock Songs)       | 11                |
| Italia                         | 4                 |

## Formazione
Hanno partecipato alle registrazioni secondo le note dell'album:
- Billy Corgan – voce, chitarra, tastiere
- James Iha – chitarra
- D'arcy Wretzky – basso
- Jimmy Chamberlin – batteria